# Hymenolepididae
Hymenolepididae zijn een familie van lintworm (Platyhelminthes).

## Geslachten
- Aploparaksis Clerc, 1903
- Armadoskrjabinia Spasski & Spasskaya, 1954
- Branchiopodataenia Bondarenko & Kontrimavichus, 2004
- Cloacotaenia Wolffhügel, 1938
- Colymbilepis Spasskaya, 1966
- Confluaria Ablasov, 1953
- Dicranotaenia Railliet, 1892
- Dildotaenia Dronen, Schmidt, Allison & Mellen, 1988
- Diorchis Clerc, 1903
- Diploposthe Jacobi, 1896
- Drepanidotaenia Railliet, 1892
- Dubininolepis Spasskii & Spasskaya, 1954
- Echinocotyle Blanchard, 1891
- Echinorhynchotaenia Fuhrmann, 1909
- Fimbriaria Froelich, 1802
- Fimbriarioides Fuhrmann, 1932
- Flamingolepis Spasskii & Spasskaya, 1952
- Hymenolepis Weinland, 1858
- Microsomacanthus Lopez-Neyra, 1942
- Nadejdolepis Spasskii & Spasskaya, 1954
- Passerilepis Spasski & Spasskaya, 1954
- Retinometra Spasski, 1955
- Sobolevicanthus Spasskii & Spasskaya, 1954
- Variolepis Spasskii & Spasskaya, 1954
- Wardium Mayhew, 1925